# مستر بين (شخصية)
السيد بين هي شخصية خيالية من تمثيل روان أتكينسون. و تأليف روان أتكينسون وريتشارد كورتيس.
وهو بطل المسلسل التلفزيوني الذي عرض من عام 1990 حتى عام 1995 ومسلسل الرسوم المتحركة.

## أصل الشخصية
تم تطوير الشخصية من قبل روان أتكينسون أثناء الدراسة لتحقيق درجة الماجستير في الهندسة الإلكترونية في كلية ذا كوين في أوكسفورد، شخصية مماثلة جداً تدعى روبيرت فوكس من تمثيل روان أتكينسون في الكوميديا الصامتة ضحك معلب، خصائص مشابهة لفيلم بين. تظهر الشخصية في مشهد قصير في مهرجات فرينج في إدنبرة في أوائل الثمانينات.

## شخصيات وغيرها من الملحقات

### السيارة

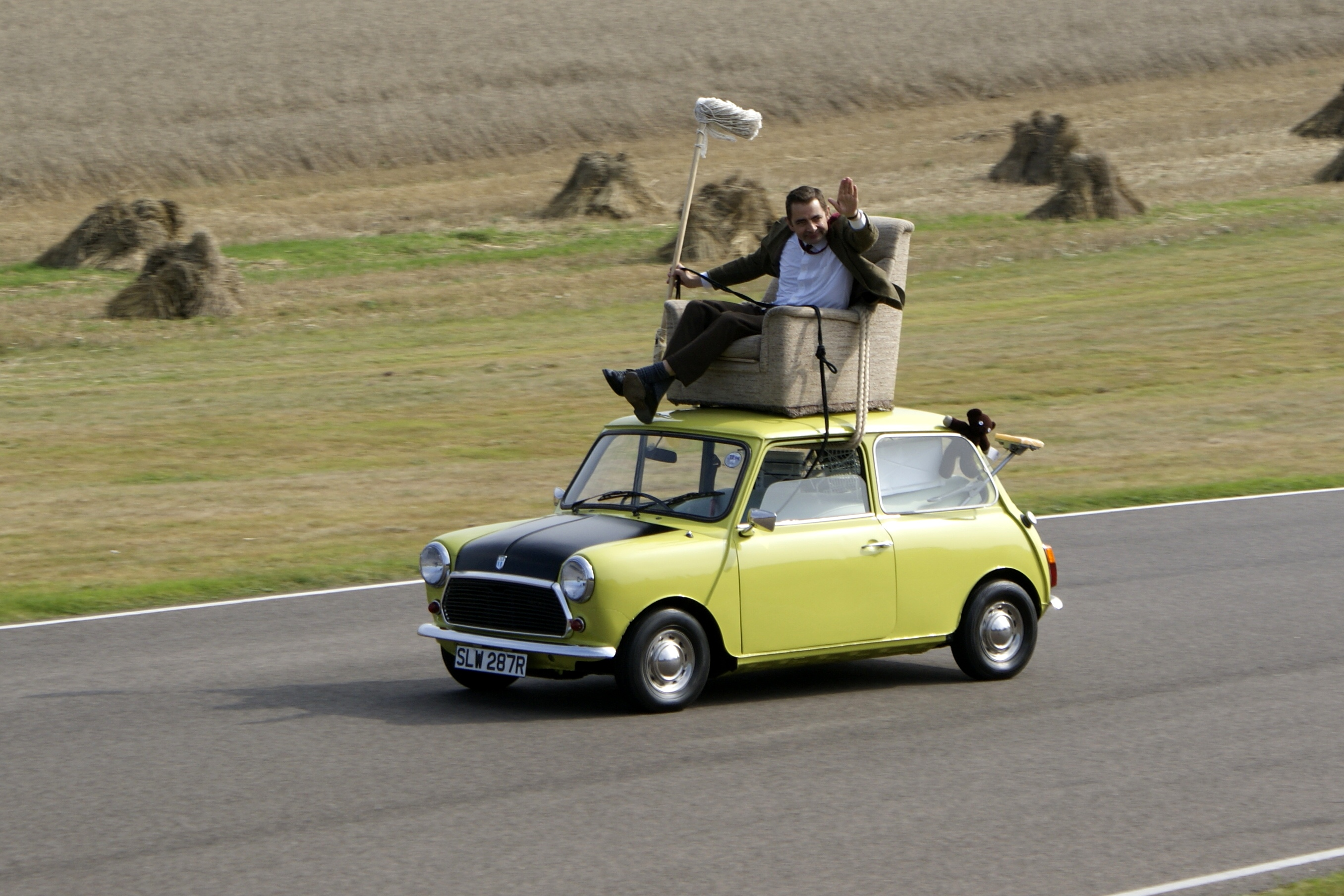
السيد بين على السيارة

سيارة السيد بين هي ميني كوبر، مع لوحة ترخيص SLW 287R. توجيه صحيح ولون أخضر مع غطاء محرك أسود لامع، باستثناء الحلقات التجريبية، عندما تكون السيارة برتقالية مع لون برتقالي مع لوحة ترخيص RNT 996H.

## وصلات خارجية
- السيد بين على موقع ميوزك برينز (الإنجليزية)
- السيد بين على موقع ديسكوغز (الإنجليزية)

- الموقع الرسمي
- مستر بين في قاعدة بيانات الأفلام على الإنترنت